# Polizei (Italien)

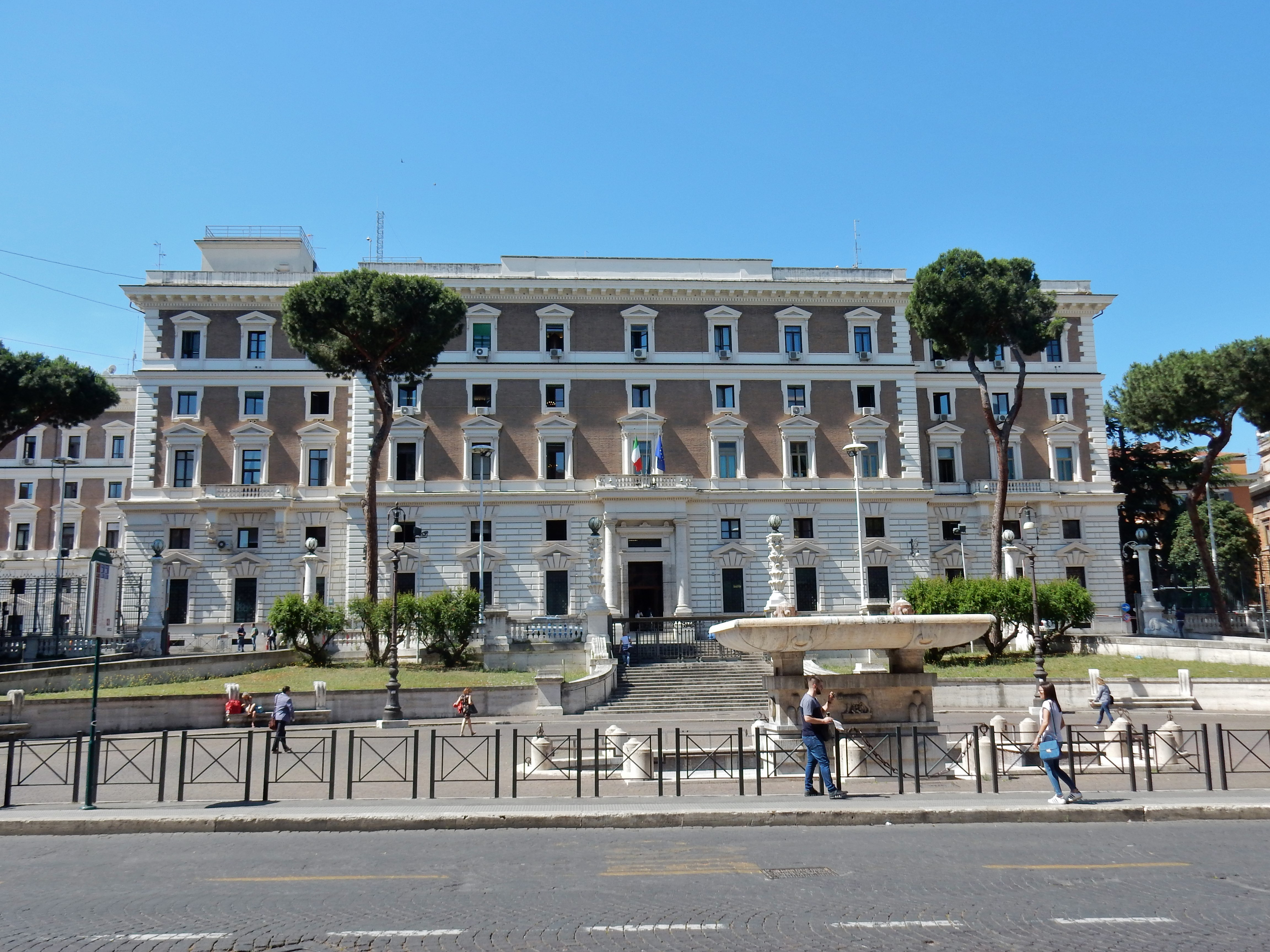
Das italienische Innenministerium auf dem Viminal in Rom, oberste Koordinierungsstelle der italienischen Polizeien

Italien unterhält mehrere nationale Polizeiorganisationen mit zum Teil sich überschneidenden Zuständigkeiten. Dies hat auch den Zweck, eine Machtkonzentration in einer Hand beziehungsweise in einem Ministerium zu verhindern. Ein solches System findet sich auch in Frankreich und Spanien. Ähnlich den USA verfügen Ministerien über eigene Polizeiorganisationen; dazu gehören das Innenministerium (Polizia di Stato), das Verteidigungsministerium (Carabinieri), das Finanzministerium (Guardia di Finanza), das Justizministerium (Polizia Penitenziaria), das Landwirtschaftsministerium (Corpo Forestale dello Stato, von Carabinieri übernommen) und das Verkehrsministerium (Guardia Costiera). Teilweise sind diese Polizeiorganisationen auch im Auftrag anderer Ministerien tätig.

## Kennzeichnungspflicht
Siehe auch
Bei der italienischen Polizei besteht keine direkte Kennzeichnungspflicht. Als Kennzeichnung dient die Uniform, bei Polizisten in Zivilbekleidung gilt eine Ausweispflicht.

## Nationale Polizeien

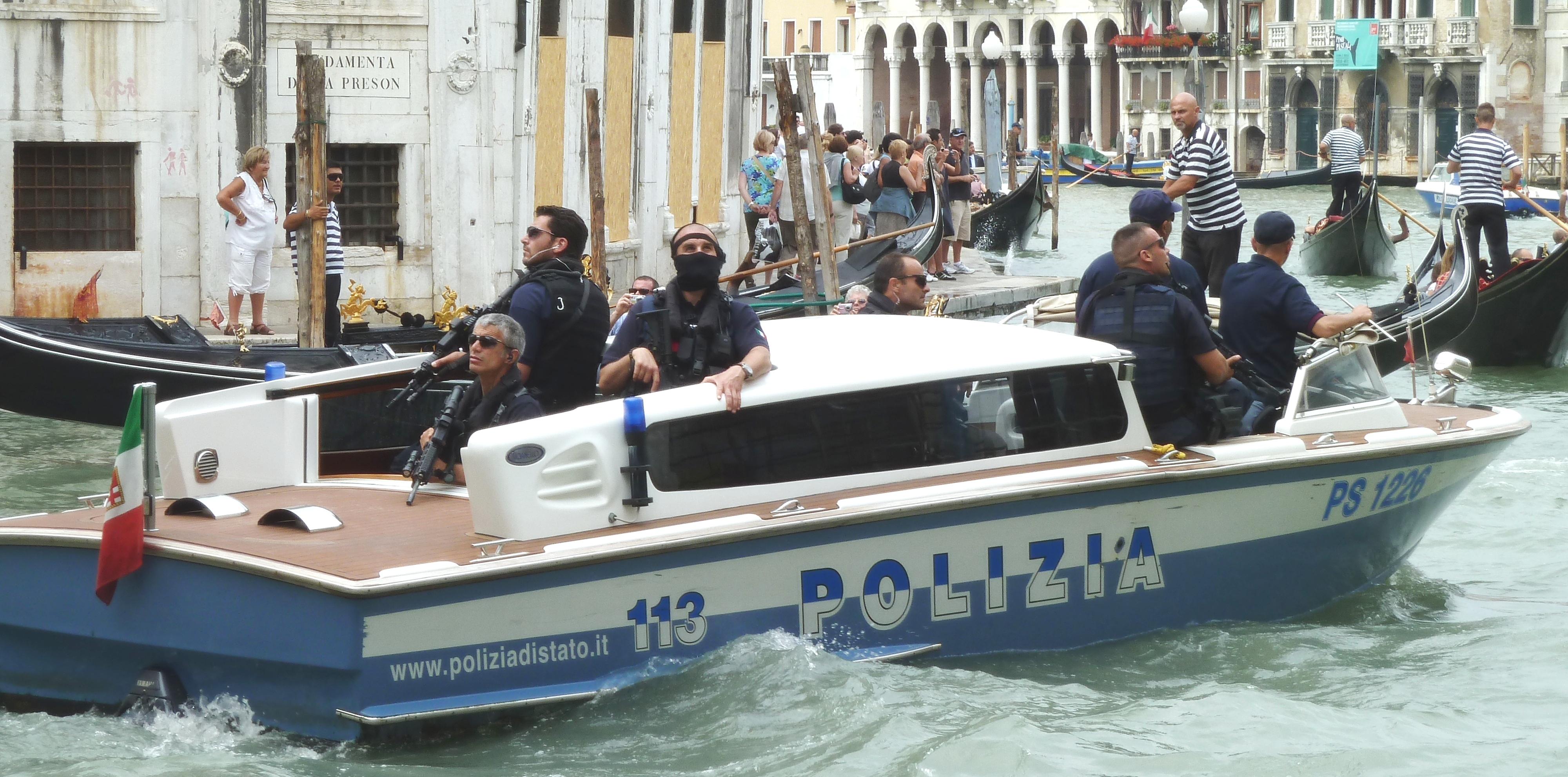
Polizia di Stato in Venedig

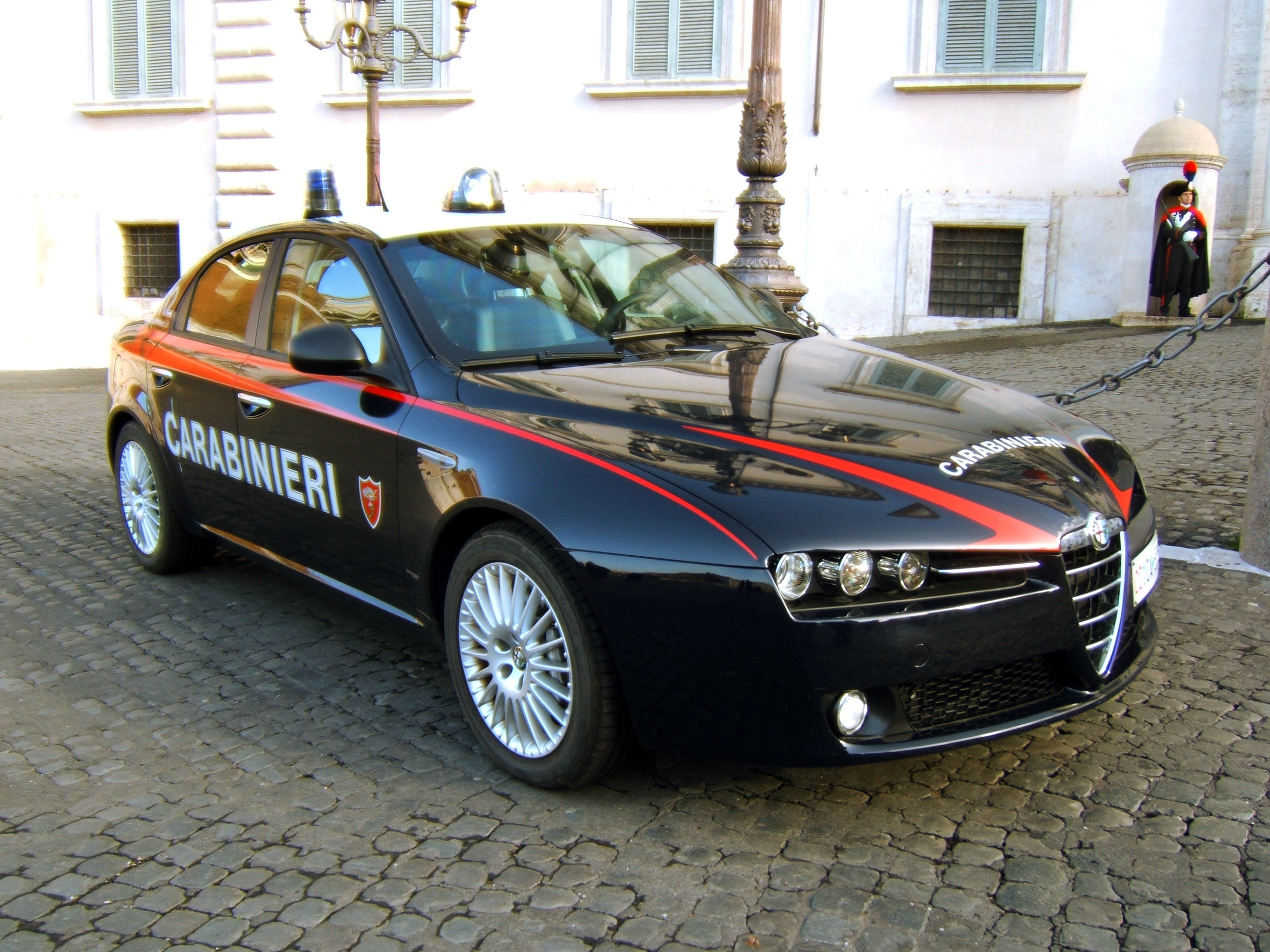
Carabinieri vor dem Quirinalspalast in Rom

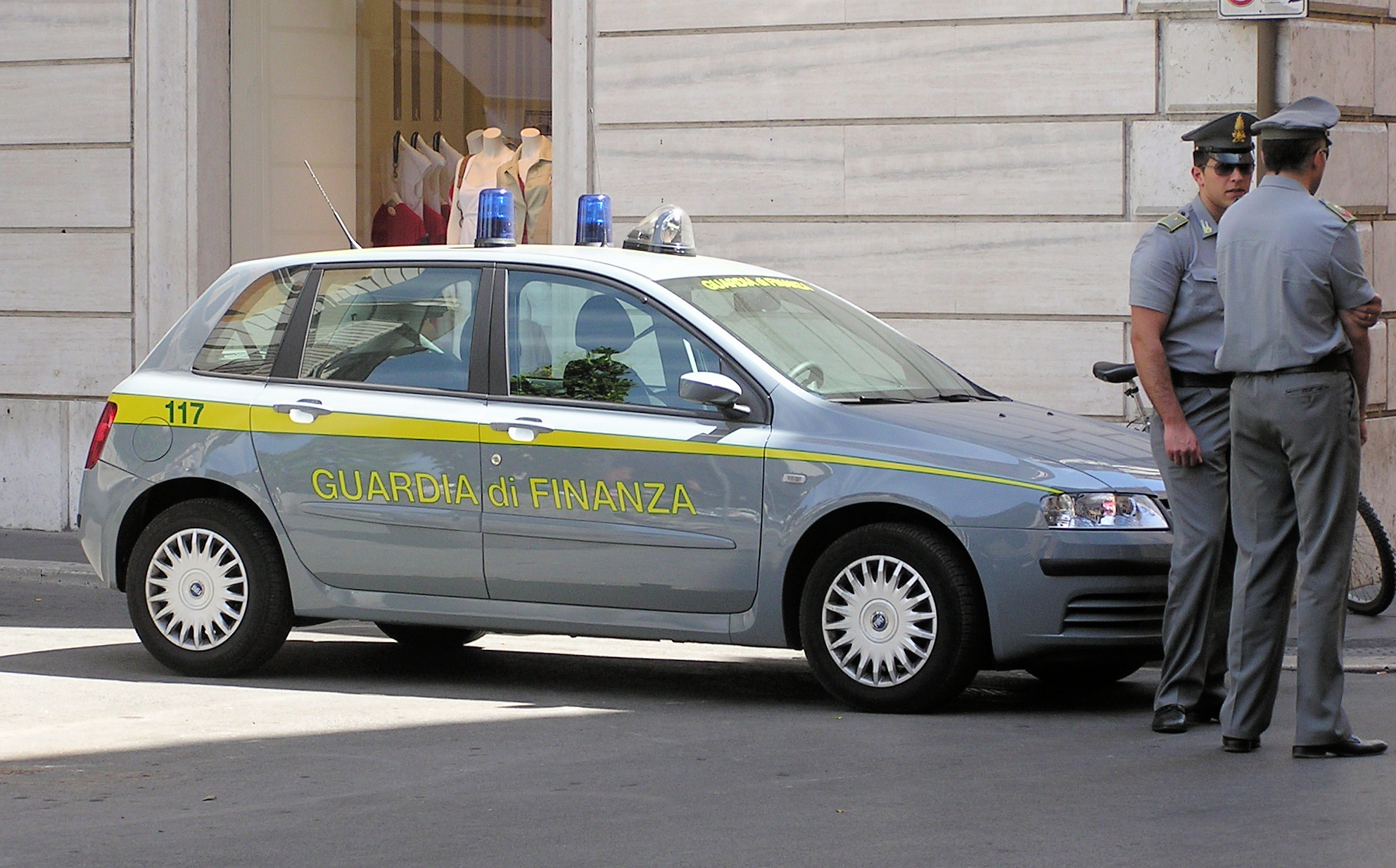
Guardia di Finanza vor einem Geschäftsgebäude in Rom

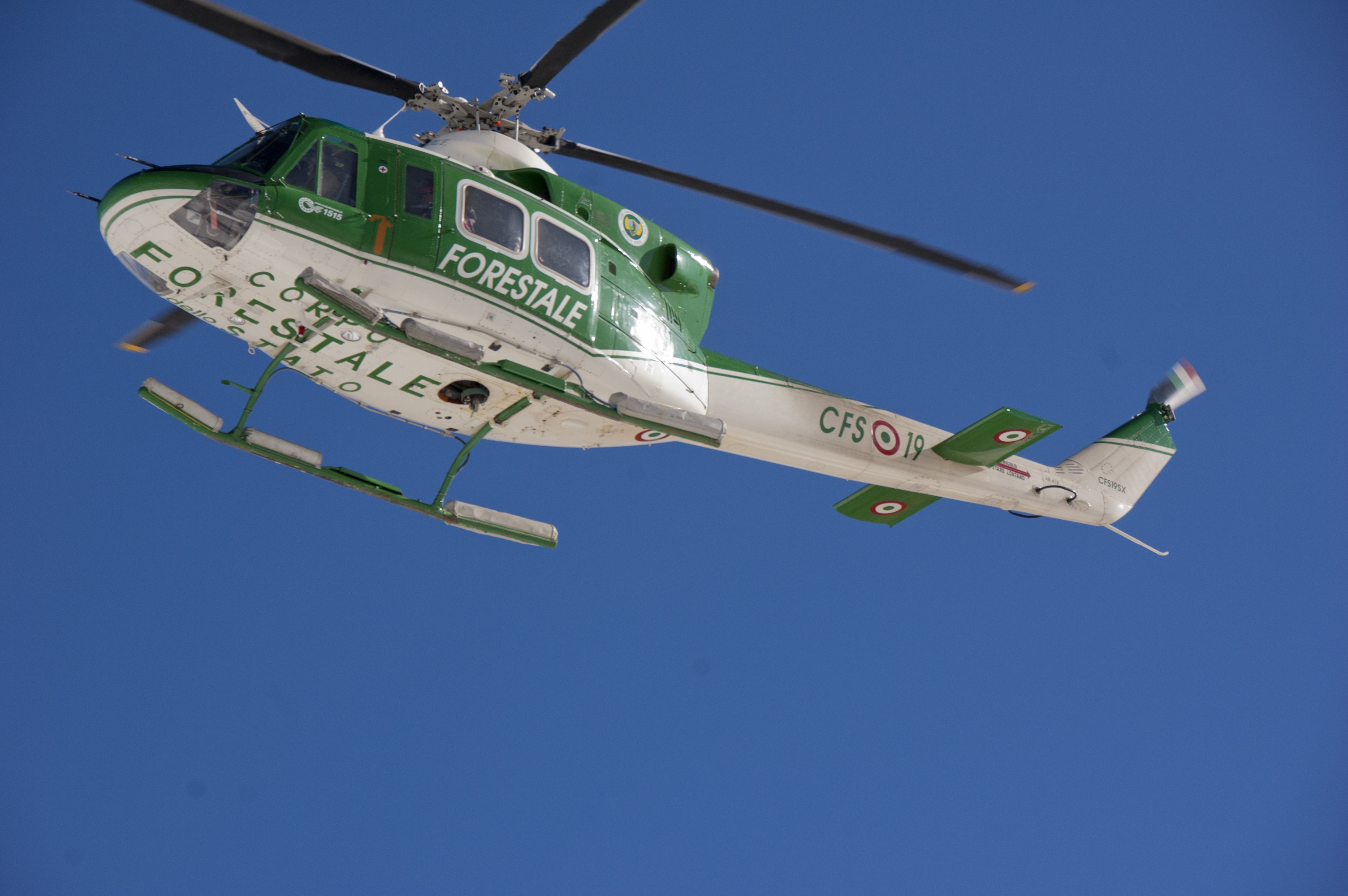
Hubschrauber des Corpo Forestale dello Stato

Es gibt zwei nationale Polizeien mit allgemeinen Aufgaben.
Dem Innenministerium untersteht die zivile Polizia di Stato (Staatspolizei).
Die Carabinieri unterstehen als vierte Teilstreitkraft dem Verteidigungsministerium und versehen nach Weisung des Innenministeriums Polizeidienst. Die landesweit über 4600 Carabinieri-Stationen, die ein dichtes Netz bilden, sind meist nur tagsüber besetzt. Die Funkstreifenwagen-Einheiten der übergeordneten Kompanien und Provinz-Kommandos sind ständig im Einsatz. Hierarchisch darüber befinden sich die 19 territorialen Legionen und fünf interregionale Kommandos.
Eine dritte nationale Polizeitruppe ist die Guardia di Finanza, eine militärisch organisierte Finanz- und Zollpolizei, die dem Ministerium für Wirtschaft und Finanzen untersteht und für die Bekämpfung der Wirtschaftskriminalität zuständig ist. Sie ist vor allem auch im Bereich Steuer- und Zollfahndung tätig.
In der für die Mafiabekämpfung zuständigen Direzione Investigativa Antimafia (DIA) arbeiten vor allem Angehörige der oben genannten Polizeien unter einem Dach zusammen.
Die Polizia Penitenziaria ist die Gefängnis- und Justizpolizei. Die Polizia Penitenziaria und die Guardia di Finanza können bei Bedarf auch für allgemeine Polizeiaufgaben verwendet werden.
Das Innenministerium ist für die Koordinierung aller nationalen Polizeikräfte zuständig. Der Chef der Staatspolizei ist zugleich Generaldirektor für die öffentliche Sicherheit und als solcher nationaler Polizeikoordinator.

## Spezielle Polizeien
Darüber hinaus bestehen auf nationaler Ebene einige besondere Polizeibehörden. Dazu gehören die dem Justizministerium unterstehende Polizia Penitenziaria (Gefängnispolizei). Bis 2016 existierte die dem Landwirtschaftsministerium unterstehende Forstpolizeibehörde Corpo Forestale dello Stato. Ihr Aufgabenbereich wurde in die Carabinieri überführt. Darüber hinaus operiert die militärisch organisierte Küstenwache Guardia Costiera im Geschäftsbereich des Verkehrsministeriums.
Ministerien, die keine eigene Polizeiorganisation haben, können von Sonderkommandos der genannten Polizeien unterstützt werden. Sonderkommandos mit spezialisierten Einheiten der Carabinieri unterstützen die Ministerien für Äußeres (Schutz der diplomatischen Vertretungen), Landwirtschaft (Forst-, Umwelt-, Landwirtschafts- und Verbraucherschutz), Kultur (Kulturgüterschutz), Finanzen (Geldfälschung) und Arbeit. Die Küstenwache wird auch für das Landwirtschafts- und für das Umweltministerium tätig.
Während die Carabinieri dem Verteidigungsministerium permanent unterstellt sind (und meist nach Weisung des Innenministeriums tätig werden), können Finanzpolizei und Küstenwache im Verteidigungsfall ebenfalls dem Verteidigungsministerium bzw. dem Generalstab zur militärischen Verteidigung der Landesgrenzen unterstellt werden.
Im Rahmen der Operation Strade Sicure unterstützen Soldaten des italienischen Heeres die nationalen Polizeien, insbesondere im Streifendienst und beim Objektschutz in Großstädten.

## Lokale Polizeien
Auf lokaler Ebene gibt es die Polizia Municipale oder Polizia Locale (Stadtpolizeien), die sich hauptsächlich um die Regelung des örtlichen Straßenverkehrs, das Fundamt, die Parkraumbewirtschaftung und um die kleineren Belange der Bevölkerung kümmern. Sie unterstehen den jeweiligen Bürgermeistern, die oberste Dienstaufsicht führen jedoch die Regionalregierungen.
Auf Provinzebene gibt es noch die kleinen Provinzpolizeien, Polizia Provinciale, die für die Einhaltung der Jagd- und Binnenfischereivorschriften der jeweiligen Provinzregierung sorgen.